# Mary Harvey
Pour les articles homonymes, voir Harvey.
Mary Harvey, née à Palo Alto le 4 juillet 1965, est une joueuse américaine de soccer des années 1980 et 1990. Elle évolue au poste de gardien de but.

## Biographie
Elle est internationale américaine à 27 reprises de 1989 à 1996. Elle participe à la Coupe du monde 1991 où elle dispute 6 matchs et est sacrée championne du monde. Elle est remplaçante à la Coupe du monde 1995 (3e du tournoi) et aux Jeux olympiques de 1996 se déroulant à domicile où les Américaines remportent le titre.